# KARD
KARD (hangul: 카드) är en sydkoreansk musikgrupp bildad 2016 av DSP Media.
Gruppen består av de två manliga medlemmarna J.Seph och BM, samt de två kvinnliga medlemmarna Somin och Jiwoo.

## Medlemmar
| Artistnamn   | Artistnamn | Födelsenamn   | Födelsenamn | Födelsedatum    | Medlemstid |
| Romanisering | Hangul     | Romanisering  | Hangul      | Födelsedatum    | Medlemstid |
| Senaste      | Senaste    | Senaste       | Senaste     | Senaste         | Senaste    |
| ------------ | ---------- | ------------- | ----------- | --------------- | ---------- |
| J.Seph       | 제이셉     | Kim Tae-hyung | 김태형      | 21 juni 1992    | 2016-idag  |
| BM           | 비엠       | Matthew Kim   | 매튜 김     | 20 oktober 1992 | 2016-idag  |
| Somin        | 소민       | Jeon So-min   | 전소민      | 22 augusti 1996 | 2016-idag  |
| Jiwoo        | 지우       | Jeon Ji-woo   | 전지우      | 4 oktober 1996  | 2016-idag  |
| Tidigare     |            |               |             |                 |            |
| Youngji      | 영지       | Heo Young-ji  | 허영지      | 30 augusti 1994 | 2016       |

## Diskografi

### Singlar
| År   | Titel                        | Topplacering          |
| År   | Titel                        | Sydkorea (Gaon Chart) |
| ---- | ---------------------------- | --------------------- |
| 2016 | "Oh NaNa" (med Heo Young-ji) | —                     |
| 2017 | "Don't Recall"               | —                     |
| 2017 | "Rumor"                      | —                     |